# Affordance

L’affordance, invite ou potentialité est la caractéristique d'un objet ou d'un environnement qui suggère à son utilisateur son mode d'usage ou autre pratique.
Le terme, emprunté à l'anglais, provient de la psychologie et est utilisé en ergonomie par glissement de sens.

## Définitions
Le terme est originellement un néologisme anglais dérivé du verbe to afford qui a un double sens : « être en mesure de faire quelque chose » et « offrir ».
Le terme est utilisé dans différents champs, notamment la psychologie cognitive, la psychologie de la perception (en), la psychologie ergonomique, le design, l'interaction homme-machine et l'intelligence artificielle, domaine où il prend une définition plus proche de « potentialité ».
Deux grandes voies de définition se sont développées :
- on doit à la psychologie la définition originale de l’affordance : elle comprend « toutes les possibilités d'actions sur un objet »[réf. nécessaire]. Cette définition s'est ensuite restreinte aux seules possibilités dont l'acteur est conscient ;
- par la suite, le terme a été utilisé en ergonomie de manière encore plus restreinte : pour se référer à la « capacité d’un objet à suggérer sa propre utilisation »[réf. nécessaire], par exemple, sans qu'il ne soit nécessaire de lire un mode d'emploi. On parle aussi d’utilisation intuitive (ou du caractère intuitif) d'un objet[réf. nécessaire], ou de « capacité suggestive d’action d’un objet, d’un bouton, d’une forme. Elle fonctionne par analogie immédiate ou secondaire, comme la flèche vers la droite qui suggère « d’atteindre la page suivante » »[2].

En 2014, dans sa traduction française de The Ecological Approach to Visual Perception de James Gibson, Olivier Putois a rendu le terme affordance par invite. Chaque objet de notre environnement constitue une invite dans la mesure où il invite le sujet qui le perçoit à agir d'une certaine manière.

## Genèse
En anglais, le terme « affordance » apparaît pour la première fois dans les écrits du psychologue James J. Gibson. Toutefois, le concept est loin d'être nouveau et découle d'un long mûrissement. L'un des points d'ancrage du concept se trouve dans la perspective développementale de Heinz Werner. Pour ce psychologue spécialisé dans la psychologie du développement, les objets nous poussent à agir. Il les qualifie d'« objets signaux » pour désigner la capacité qui provient de la mise en relation entre la sélection des caractéristiques de l'objet propre à notre environnement et de certaines actions et dispositions du sujet à agir. Werner soutient que les caractéristiques notables d'un objet sont déterminées par les fonctions qu'elles peuvent assumer dans certaines situations. Les travaux de Werner établissent une première source de la notion d'affordance en soulignant le lien entre l’expérience de l'environnement du sujet et les sensations motrices et émotionnelles qui en découlent.   
Cependant, c'est le psychologue James J. Gibson qui donne forme au concept en proposant le terme affordance en 1977 dans The Theory of Affordances puis l'explore plus avant dans l’Approche écologique de la perception visuelle paru en 1979.
Pour Gibson, l'affordance est l'ensemble de toutes les possibilités d'action d'un environnement. Celles-ci sont objectives, mais doivent toujours être mises en relation avec l'acteur qui peut les utiliser. Par exemple, un escalier n'a pas laffordance d'être escaladé du point de vue d'un nourrisson. L'affordance des objets ne dépend pas des besoins de l'utilisateur ni de son action de perception, celle-ci est suggérée par l'objet lui-même, elle est une partie constitutive de ce dernier. Cependant, chez Gibson, les affordances ne sont pas des propriétés à part entière de l'objet, mais plutôt des combinaisons invariantes de variables qui dépendraient du contexte de l'action.
En 1988, Donald Norman, dans The Design of Everyday Things[réf. incomplète], réutilise le terme dans le cadre de l'interaction homme-machine pour désigner les potentialités d'action perceptibles par l'utilisateur d'un programme. Dans la version révisée de The Design of Everyday Things, en 2013, le même auteur insiste sur la différence entre affordance (l'interaction potentielle) et signifier (le moyen de communiquer cette potentialité) : il imagine un dialogue entre un designer et un mentor. Le designer se plaint de ce qu'il a rajouté ce qu'il appelle des affordances et que les utilisateurs ne les utilisent pas bien. Le mentor le reprend sur l'emploi du terme affordance : « You called them affordances even though they afford nothing new: they signify what to do and where to do it. So call them by their right name: "signifiers". »

## Affordanceet perception
William Gaver considère le terme affordance comme les « propriétés de l’environnement qui rendent certaines actions possibles pour un individu qui est équipé à cette fin ». Il donne comme exemple une chatière qui permet le passage au travers d'une porte, mais uniquement pour les organismes dont la taille est appropriée (un chat peut passer mais un homme ne peut pas).
Ainsi, sous cette définition, les affordances sont en elles-mêmes indépendantes de la perception de l'objet.
Donc dans l'exemple ci-dessus, même si le chat n'a pas compris qu'il peut utiliser la chatière pour sortir, cela n'empêche pas que la chatière est une affordance qui permet le passage de la porte à ce chat.

Catégorisation des affordances par rapport à leur perception.

William Gaver introduit le rapport entre l'affordance et la perception de celle-ci en trois catégories :
- affordance perceptible (perceptible affordance) : un objet permet une action et la suggère. Par exemple, la forme et position d'une poignée de porte suggère d'utiliser sa main et de tourner afin d'ouvrir la porte, tandis que la forme et la position d'une pédale de voiture suggèrent d'appuyer avec le pied ;
- affordance dissimulée (hidden affordance) : un objet permet une action mais ne la suggère pas de visu. Utiliser un coin de table pour décapsuler une bouteille est une affordance dissimulée alors que la forme d'un décapsuleur rend son affordance perceptible. Ainsi, se rendre compte et utiliser une affordance dissimulée peut par exemple référer à une utilisation détournée de l'objet ou à une fonctionnalité que le designer de l'objet n'a pas su, ou n'avait pas l'intention, de rendre explicite ;
- affordance trompeuse (false affordance) : un objet suggère une action qu'il ne permet pas. Un bouton placebo en est un exemple.

William Gaver rappelle que, bien que James J. Gibson se soit concentré sur les affordances visibles, la perception d'une affordance peut se faire grâce à d'autres sens. Par exemple, la chaleur d'une poêle confirme sa capacité à cuire, le poids d'un marteau à enfoncer un clou, etc. Le son peut aussi indiquer si l'action est possible, par exemple le son d'un clic de souris ou le tintement d'un bouton d'ascenseur confirment que l'on peut en effet appuyer sur ce bouton afin de réaliser l'action souhaitée.
William Gaver note également que la perception dépend de la culture, expérience, apprentissage, etc. Donc, par exemple, une affordance dissimulée peut devenir perceptible par l'apprentissage ; ou encore les normes auxquelles un individu est habitué peuvent contribuer à sa perception des affordances.
Le skeuomorphisme peut aider à la perception des affordances en transférant l'aspect d'objets familiers sur de nouveaux objets et nouveaux supports.

### Affordances séquentielles
La notion d'affordance séquentielle (sequential affordance) « réfère aux situations où l'action sur une affordance perceptible donne des informations sur de nouvelles affordances ».
Parfois, un objet ne présente pas assez d'informations pour que l'utilisateur se rende compte qu'il permet une action. C'est souvent le cas lorsque l'on ne veut pas surcharger l'utilisateur d'instructions. Par exemple, un éditeur de texte peut vouloir ne présenter les boutons de mise en gras ou en italique que lorsque du texte est sélectionné, afin de ne pas surcharger l'interface du logiciel. Dans cet exemple, le changement du curseur lorsqu'il est au-dessus du texte indique que le texte permet d'être sélectionné, puis lorsque l'utilisateur sélectionne du texte, des boutons s'affichent et informent que ce texte peut être mis en gras, italique, etc.

### Affordancesspatiales
Tandis que les affordances séquentielles sont relatives au temps, les affordances spatiales (nested affordances) réfèrent à leur groupement dans l'espace. Par exemple, une porte suggère qu'elle peut s'ouvrir par sa séparation du mur, mais n'indique pas forcément si elle doit être coulissée, poussée ou tirée. Le type de poignée de la porte pourra ôter ce doute si elle semble par exemple pouvoir être poussée plutôt que tirée. C'est donc par le groupement spatial de la poignée par rapport à la porte que l'on perçoit quelle action effectuer.

## Application en méthodes d'UX design
Les démarches d'UX design, qui visent à améliorer des services en tachant de se mettre à la place de l'utilisateur, utilisent l'affordance comme composant fondamental de leur méthode,.

## Sources
: document utilisé comme source pour la rédaction de cet article.
- (en) Cet article est partiellement ou en totalité issu de l’article de Wikipédia en anglais intitulé « Affordance » (voir la liste des auteurs).
- (en) William W. Gaver, « Technology Affordances », dans Scott P. Robertson, Gary M. Olson, Judith S. Olson (dir.), Proceedings of the ACM CHI 91 Human Factors in Computing Systems Conference, 28 avril - 5 juin 1991.
- (en) Donald Norman, The Design of Everyday Things, Basic Books, 2013 (ISBN 978-0-465-06710-7).